# Albert Tebbit
Albert Tebbit, född 26 december 1871 och död mars 1938, var en engelsk hastighetsåkare på skridskor. Han deltog som 52-åring vid olympiska spelen i Chamonix 1924. Han kom tjugonde på 5 000 m.

## Fotnoter
1. ↑  Sports-Reference.com, läs online, läst: 30 januari 2016.[källa från Wikidata]